# Anja Straubová
Anja Straubová (* 26. února 1968 Freiburg im Breisgau, Německo) je bývalá švýcarská sportovní šermířka, která se specializovala na šerm kordem. Švýcarsko reprezentovala v osmdesátých a devadesátých letech. V roce 1989 získala titul mistryně světa v soutěži jednotlivkyň a se švýcarským družstvem kordistek vybojovala třetí místo.